# Ale tingslag
Ale tingslag var mellan 1680 och 1934 ett tingslag i Älvsborgs län som omfattade Ale härad. Tingsplats var från 1885 Älvängen.
Tingslaget uppgick 1 januari 1934 i Vättle, Ale och Kullings tingslag.